# Venceslav Winkler
Venceslav Winkler, slovenski mladinski pisatelj, * 10. avgust 1907, Lokve pri Trnovskem gozdu, † 11. december 1975, Ljubljana, Slovenija.

## Življenje
Rodil se je 10. avgusta 1907 na Lokvah, a že kmalu se je s starši preselil v Gorico, kjer je začel obiskovati osnovno šolo. Leta 1915, z izbruhom prve svetovne vojne, je družina prebegnila v Šentvid pri Ljubljani. Tam je dokončal osnovno šolo, kasneje ljubljansko realko in učiteljišče. Po maturi je služboval najprej v okolici Ptuja in Krškega, nato pa na Blokah in na Dolenjskem.
Leta 1941 se je vključil v osvobodilni boj. Leto kasneje so ga Italijani odpeljali v koncentracijsko taborišče na otok Rab. Tam je postal član taboriščnega odbora  OF. Po italijanski kapitulaciji je postal komandant bataljona v Rabski brigadi, ki so jo ustanovili osvobojeni taboriščniki. Z njo se je vrnil na slovensko partizansko ozemlje, kjer je deloval v partizanski enoti in na terenu kot politični delavec - kot član rajonskega in okrožnega odbora OF.
Poleti 1944 se je pridružil odseku za prosveto pri SNOS, kjer je postal vodja oddelka za osnovne šole. Na ministrstvu za prosveto Ljudske republike Slovenije je opravljal funkcijo šefa odseka za osnovno šolstvo, načelnika planskega oddelka in sekretarja ministrstva. Nato je bil (1950–1952) direktor Državne založbe Slovenije, od leta 1955 pa ravnatelj osnovne šole Vrtača v Ljubljani. Do upokojitve leta 1967 je bil urednik šolskih knjig pri DZS, honorarno pa je delo opravljal tudi še potem.

## Delo
Svojo ustvarjalno pot je pričel s pesmicami in krajšimi zgodbami v mladinskih listih. Objavljal je v revijah Naš rod, Zvonček, Razori, Gruda, Mladika, Ciciban, Pionir (sedaj revija Gea), Pionirski list, Kurirček in Mladi svet. Leta 1938 je objavil svojo prvo knjigo - povest Hribčev Gregec. V zgodnjesrednjeveško slovansko zgodovino se je ozrl z delom Mladec Dragožit, povestjo iz dobe pokristjanjevanja. Kmalu po osvoboditvi (1947) je  v knjigi z naslovom Petelinje pero objavil zgodbi Petelinje pero in Koča ob cesti. V knjigi, ki je sledila - Trgovina sredi sveta in druge zgodbe - je zbral vse svoje že prej objavljene pravljice. Skupni motivi pravljic so: sreča, zemlja in posest ter oblast. Pravljice za otroke so modernejše, upirajo se značilnostim klasičnih pravljic, še vedno pa se ne dajo opredeliti kot tipične sodobne pravljice. Sledila so še druga dela za mlade.
Njegova otroška in mladinska dela so tematsko raznolika; velikokrat se pojavlja vojna tematika na eni strani ter mladina v sodobnem mestnem okolju na drugi strani. Glavna značilnost junakov je upor svetu odraslih oziroma pobeg v svoj svet, ki se ne pusti zavesti svetu odraslih. Najbolj znana dela so povest Gadje iz Šiške, krajša zgodba, Dolgonožci in počasni jež ter obsežnejša povest o vojnem dogajanju skozi oči takratne mlade generacije Drejc z Višave.
Objavljal je tudi strokovne članke o šolstvu in sodeloval pri sestavljanju osnovnošolskih beril.

## Dela
- Cesta čez Resje (večerniška povest), 1936 (COBISS)
- Hribčev Gregec (povest), 1938 (COBISS)
- Trgovina sredi sveta in druge zgodbe (pravljice), 1946 (COBISS)
- Mladec Dragožit (povest), 1946 (COBISS)
- Petelinje pero (povest), 1947 (COBISS)
- Koča ob cesti (povest), 1947 (COBISS)
- Drejc z Višave (povest), 1956 (COBISS)
- Mali smolček, Hlebček kruha (pripovedi), 1956 (COBISS)
- O fantu, ki je znal žvižgati (pripoved), 1957 (COBISS)
- Samo za naše (kratka vzgojna pripoved), (COBISS)
- Pot na Lisec (partizanska povest) 1958 (COBISS)
- Kolesar Matejko' (pravljično – domišljijska pripoved), 1960 (COBISS)
- 'Ukradena svetilka' pravljično – domišljijska pripoved), 1960 (COBISS)
- Zlata roža iz Javh, cikel sedmih pravljic, objavljen v skupinski pravljični zbirki Čudežni studenec (Lojze Zupanc, Oskar Hudales, Pavle Zidar in Venceslav Winkler), 1960 (COBISS)
- Gadje iz Šiške (povest), 1965 (COBISS)
- Šesti mora ostati (partizanska povest), 1965 (COBISS)
- Tisti iz Zelene ulice (povest), 1967 (COBISS)
- Dolgonožci in počasni jež (povest), 1970 (COBISS)